# Mistrovství Evropy juniorů v atletice 1987
9. Mistrovství Evropy juniorů v atletice – sportovní závod organizovaný EAA se konal ve Velké Británii a to Birminghamu. Závod s odehrál od 6. srpna – 9. srpna 1987.

## Výsledky

### Muži
| Soutěž              | Zlato                                                                         | Výkon    | Stříbro                                                                      | Výkon    | Bronz                                                                            | Výkon    |
| 100 m               | Jamie Henderson                                                               | 10,21    | Andrzej Popa                                                                 | 10,44    | Sven Matthes                                                                     | 10,47    |
| 200 m               | Marcus Adam                                                                   | 20,95    | Andrzej Popa                                                                 | 21,11    | Jamie Henderson                                                                  | 21,18    |
| 400 m               | Peter Crampton                                                                | 46,03    | Tomasz Jędrusik                                                              | 46,31    | Tamás Molnár                                                                     | 46,68    |
| 800 m               | Tomás de Teresa                                                               | 1:49,37  | António Abrantes                                                             | 1:49,74  | Vincent Terrier                                                                  | 1:49,85  |
| 1500 m              | Gennaro Di Napoli                                                             | 3:52,10  | Mario Neumann                                                                | 3:52,85  | Sergej Melnikov                                                                  | 3:53,48  |
| 5000 m              | Simon Mugglestone                                                             | 14:12,83 | Giuliano Baccani                                                             | 14:18,39 | Luc Krotwaar                                                                     | 14:20,44 |
| 10 000 m            | Jens Karrass                                                                  | 29:19,38 | Haydar Doğan                                                                 | 29:23,45 | Zoltán Káldy                                                                     | 29:26,84 |
| Běh na 20 000 metrů | Zoltán Holba                                                                  | 1:03:22  | Valerij Česak                                                                | 1:03:39  | Marco di Lieto                                                                   | 1:03:57  |
| 110 m překážek      | Tony Jarrett                                                                  | 13,72    | Florian Schwarthoff                                                          | 13,81    | Paul Gray                                                                        | 14,16    |
| 400 m překážek      | Niklas Wallenlind                                                             | 50,65    | Yvon Delrue                                                                  | 50,96    | Stéphane Leger                                                                   | 51,37    |
| 3000 m překážek     | Andreas Fischer                                                               | 8:54,83  | Vjačeslav Košelev                                                            | 8:55,03  | Arto Kuusisto                                                                    | 9:02,53  |
| Štafeta 4 × 100 m   | Spojené království Ray Burke Tony Jarrett Jamie Henderson Marcus Adam         | 40,20    | Západní Německo Stephan Schütz Michael Schwab Oliver Schmidt Björn Sinnhuber | 40,21    | NDR Lars Olbrich Sven Marrhes Torsten Gratz Heiko Barthel                        | 40,52    |
| Štafeta 4 × 400 m   | Spojené království Richard Hill Gary Patterson Gareth Bakewall Peter Crampton | 3:07,89  | Polsko Mariusz Rządziński Wojciech Lach Dariusz Rychter Tomasz Jędrusik      | 3:08,72  | Sovětský svaz Nikołaj Gricaj Wadim Zadojnow Władimir Ljtkin Władimir Chubrowskij | 3:09,55  |
| Chůze na 10 000 m   | Giovanni De Benedictis                                                        | 39:44,71 | Valentí Massana                                                              | 41:26,51 | German Nieto                                                                     | 41:38,29 |
| Skok do výšky       | Artur Partyka                                                                 | 2,19 m   | Joël Vincent                                                                 | 2,15 m   | Jarosław Kotewicz Aleksandr Kabarow                                              | 2,15 m   |
| Skok o tyči         | Roman Barabašov                                                               | 5,40 m   | István Bagyula Marco Schröder                                                | 5,30 m   | neudělena                                                                        | –        |
| Skok daleký         | Władimir Oczkan                                                               | 8,17 m   | Stewart Faulkner                                                             | 7,67 m   | Milan Gombala                                                                    | 7,63 m   |
| Trojskok            | Guido Schumann                                                                | 16,45 m  | Roman Sintielev                                                              | 16,33 m  | Georges Sainte-Rose                                                              | 16,30 m  |
| Vrh koulí           | Piotr Pogorelji                                                               | 18,48 m  | Jewgienij Palczikow                                                          | 18,16 m  | Jonny Reinhardt                                                                  | 18,16 m  |
| Hod diskem          | Sergej Pačin                                                                  | 59,96 m  | Vjačeslav Demakov                                                            | 56,58 m  | Gunnar Minstedt                                                                  | 55,84 m  |
| Hod kladivem        | Jörn Hübner                                                                   | 72,10 m  | Aleksandr Krikun                                                             | 70,92 m  | Claus Dethloff                                                                   | 69,30 m  |
| Hod oštěpem         | Steve Backley                                                                 | 75,14 m  | Władimir Sasimowicz                                                          | 73,24 m  | Raymond Hecht                                                                    | 72,78 m  |
| Desetiboj           | Patrick Eseimokumoh                                                           | 7 614    | Roman Frolov                                                                 | 7 389    | Barry Walsh                                                                      | 7 336    |

### Ženy
| Soutěž            | Zlato                                                            | Výkon    | Stříbro                                                                               | Výkon    | Bronz                                                                        | Výkon    |
| 100 m             | Diana Dietz                                                      | 11,39    | Tamaris Fiebig                                                                        | 11,51    | Odiah Sidibé                                                                 | 11,66    |
| 200 m             | Diana Dietz                                                      | 23,18    | Oksana Kovaljovová                                                                    | 23,51    | Tamaris Fiebig                                                               | 23,80    |
| 400 m             | Uta Rohländer                                                    | 52,46    | Stefanie Fabert                                                                       | 52,90    | Linda Kisabaka                                                               | 53,89    |
| 800 m             | Birthe Bruhns                                                    | 2:00,56  | Catalina Gheorghiu                                                                    | 2:01,33  | Daniela Steinecke                                                            | 2:02,08  |
| 1500 m            | Sněžana Pajkićová                                                | 4:16,09  | Simona Staicu                                                                         | 4:16,69  | Olga Nazarkina                                                               | 4:18,61  |
| 3000 m            | Fernanda Ribeirová                                               | 8:56,33  | Doina Calenic                                                                         | 9:06,14  | Doina Homneac                                                                | 9:11,30  |
| 10 000 m          | Birgit Jerschabek                                                | 33:44,37 | Łarisa Aleksiejewa                                                                    | 33:54,59 | Anżela Szumejko                                                              | 34:43,37 |
| 100 m překážek    | Birgit Wolf                                                      | 13,34    | Anne Espetvedt                                                                        | 13,39    | Helena Fernström                                                             | 13,52    |
| 400 m překážek    | Silvia Riegerová                                                 | 57,44    | Ann Maenhout                                                                          | 57,47    | Irena Dominc                                                                 | 58,11    |
| Štafeta 4 × 100 m | NDR Tamaris Fiebig Diana Dietz Katrin Henke Katrin Krabbeová     | 44,62    | Sovětský svaz Ludmiła Łapszyna Swietłana Doronina Natalia Bulatowa Oksana Kovaljovová | 44,80    | Francie Anne Leseur Cécile Peyre Elsa Davassoigne Odiah Sidibé               | 45,66    |
| Štafeta 4 × 400 m | NDR Stefanie Fabert Daniela Steinecke Birthe Bruns Uta Rohländer | 3:32,17  | Západní Německo Jessica Kawohl Ruth Scheppan Silvia Riegerová Linda Kisabaka          | 3:38,49  | Spojené království Jillian Reynolds Tracy Goddard Nicki Lamb Jayne Heathcote | 3:39,84  |
| Chůze na 5 km     | Oksana Szczastnaja                                               | 21:30,92 | Mari Cruz Díaz                                                                        | 21:36,92 | Katrin Born                                                                  | 22:01,25 |
| Skok do výšky     | Karen Scholz                                                     | 1,88 m   | Alina Astafeiová                                                                      | 1,88 m   | Heike Balcková Jelena Jelesinová                                             | 1,84 m   |
| Skok daleký       | Fiona Mayová                                                     | 6,64 m   | Mirela Belu                                                                           | 6,44 m   | Susen Tiedtke                                                                | 6,39 m   |
| Vrh koulí         | Ilke Wyluddaová                                                  | 19,45 m  | Ines Wittich                                                                          | 19,34 m  | Světlana Kriveljovová                                                        | 16,64 m  |
| Hod diskem        | Ilke Wyluddaová                                                  | 70,58 m  | Astrid Kumbernussová                                                                  | 63,56 m  | Anżela Baraliuk                                                              | 54,64 m  |
| Hod oštěpem       | Anja Reiter                                                      | 64,88 m  | Małgorzata Kiełczewska                                                                | 58,40 m  | Karen Forkelová                                                              | 57,00 m  |
| Sedmiboj          | Peggy Beer                                                       | 6 068    | Jelena Pietuszkowa                                                                    | 5 750    | Christiane Scharf                                                            | 5 689    |

## Medailové pořadí
| Umístění | Stát                      | Zlato | Stříbro | Bronz | Celkem |
| -------- | ------------------------- | ----- | ------- | ----- | ------ |
| 1.       | NDR                       | 16    | 6       | 11    | 33     |
| 2.       | Spojené království        | 9     | 1       | 3     | 13     |
| 3.       | Sovětský svaz             | 5     | 12      | 8     | 25     |
| 4.       | Západní Německo           | 3     | 3       | 3     | 9      |
| 5.       | Itálie                    | 2     | 1       | 1     | 4      |
| 6.       | Polsko                    | 1     | 5       | 1     | 7      |
| 7.       | Španělsko                 | 1     | 2       | 1     | 4      |
| 8.       | Maďarská lidová republika | 1     | 1       | 2     | 4      |
| 9.       | Portugalsko               | 1     | 1       | 0     | 2      |
| 10.      | SFR Jugoslávie            | 1     | 0       | 1     | 2      |
| 10.      | Švédsko                   | 1     | 0       | 1     | 2      |
| 12.      | Rumunská lidová republika | 0     | 5       | 1     | 6      |
| 13.      | Belgie                    | 0     | 2       | 0     | 2      |
| 14.      | Francie                   | 0     | 1       | 5     | 6      |
| 15.      | Norsko                    | 0     | 1       | 0     | 1      |
| 15.      | Turecko                   | 0     | 1       | 0     | 1      |
| 17.      | Československo            | 0     | 0       | 1     | 1      |
| 17.      | Finsko                    | 0     | 0       | 1     | 1      |
| 17.      | Irsko                     | 0     | 0       | 1     | 1      |
| 17.      | Nizozemsko                | 0     | 0       | 1     | 1      |
| Celkem   | Celkem                    | 41    | 42      | 42    | 125    |